# تیراندازی در المپیک تابستانی ۱۹۸۰

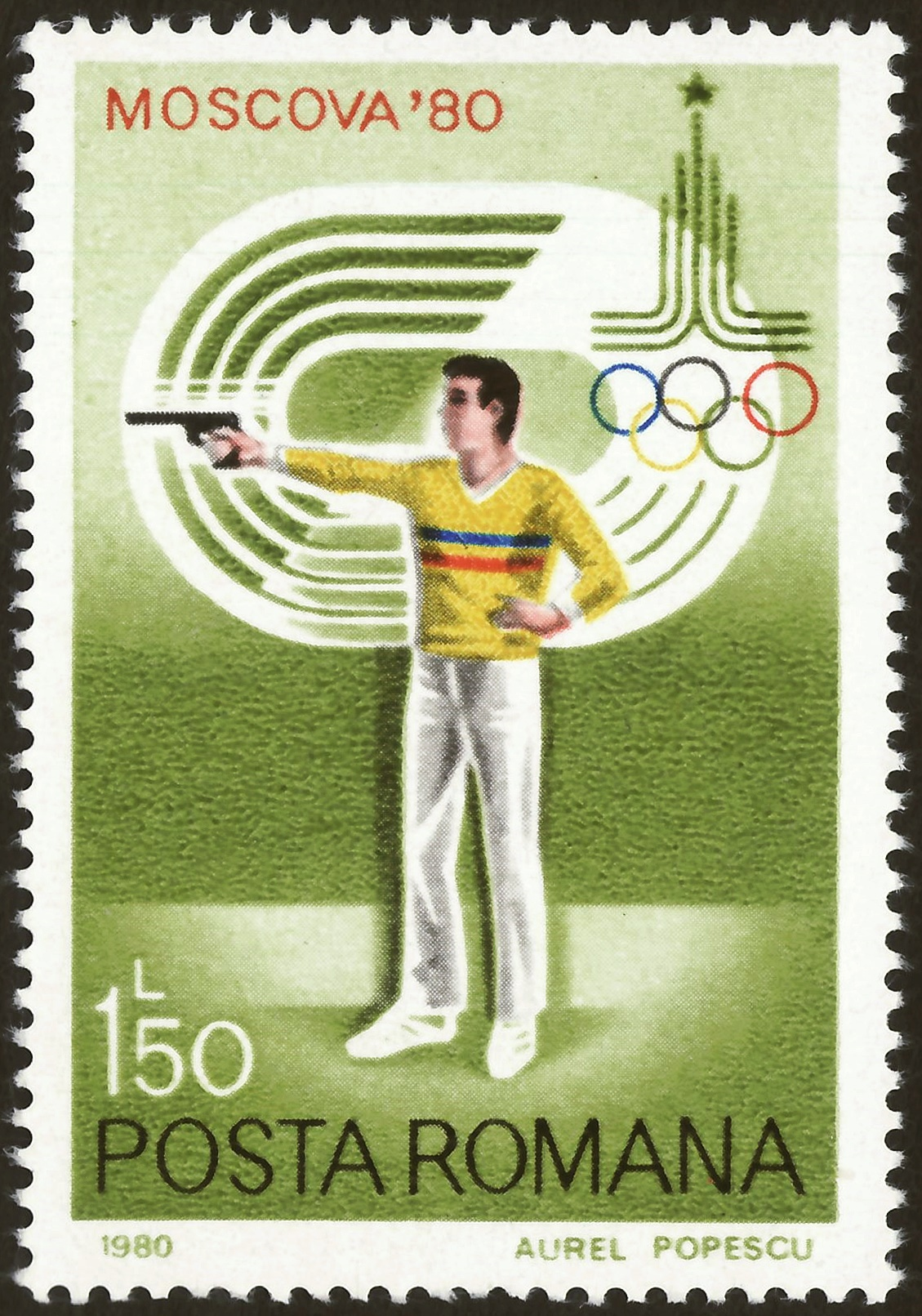
تمبری با نماد تیراندازی در بازی‌های المپیک ۱۹۸۰ مسکو

تیراندازی در بازی‌های المپیک تابستانی ۱۹۸۰ نام رویداد ورزش تیراندازی در بازی‌های المپیک تابستانی بود که در سال ۱۹۸۰ برگزار شد. این مسابقات از ۲۰ تا ۲۶ ژوئیه در مسکو برگزار شد. این مسابقات از هفت بخش تشکیل شده بود.

## جدول مدال‌ها
| رتبه  | کشور              | طلا | نقره | برنز | مجموع |
| ۱     | اتحاد شوروی (URS) | ۳   | ۱    | ۱    | ۵     |
| ۲     | دانمارک (DEN)     | ۱   | ۰    | ۰    | ۱     |
| ۲     | مجارستان (HUN)    | ۱   | ۰    | ۰    | ۱     |
| ۲     | ایتالیا (ITA)     | ۱   | ۰    | ۰    | ۱     |
| ۲     | رومانی (ROM)      | ۱   | ۰    | ۰    | ۱     |
| ۶     | آلمان شرقی (GDR)  | ۰   | ۵    | ۱    | ۶     |
| ۷     | سوئد (SWE)        | ۰   | ۱    | ۱    | ۲     |
| ۸     | بلغارستان (BUL)   | ۰   | ۰    | ۲    | ۲     |
| ۹     | اتریش (AUT)       | ۰   | ۰    | ۱    | ۱     |
| ۹     | کوبا (CUB)        | ۰   | ۰    | ۱    | ۱     |
| مجموع | مجموع             | ۷   | ۷    | ۷    | ۲۱    |